# Liste de jeux Activision
La liste de jeux Activision répertorie les jeux vidéo développés et édités par l'entreprise Activision.

## Liste
| Année | Titre                                        | Développeur              | Genre                  | Plate-forme                                                                |
| ----- | -------------------------------------------- | ------------------------ | ---------------------- | -------------------------------------------------------------------------- |
| 1980  | Boxing (en)                                  | Bob Whitehead            | Jeu de sport           | Atari 2600                                                                 |
| 1980  | Bridge                                       | Larry Kaplan             | Jeu de carte           | Atari 2600                                                                 |
| 1980  | Checkers                                     | Alan Miller              | Jeu de réflexion       | Atari 2600                                                                 |
| 1980  | Dragster                                     | David Crane              | Jeu de course          | Atari 2600                                                                 |
| 1980  | Fishing Derby (en)                           | David Crane              | Jeu de sport           | Atari 2600                                                                 |
| 1980  | Skiing (en)                                  | Bob Whitehead            | Jeu de sport           | Atari 2600                                                                 |
|       |                                              |                          |                        |                                                                            |
| 1981  | Freeway (en)                                 | David Crane              | Jeu d'action           | Atari 2600                                                                 |
| 1981  | Ice Hockey (en)                              | Alan Miller              | Jeu de sport           | Atari 2600                                                                 |
| 1981  | Kaboom!                                      | Larry Kaplan             | Jeu d'action           | Atari 2600 – Atari 5200, Atari 8-bit                                       |
| 1981  | Laser Blast (en)                             | David Crane              | Jeu d'action           | Atari 2600                                                                 |
| 1981  | Stampede (en)                                | Bob Whitehead            | Jeu d'action           | Atari 2600 – Intellivision                                                 |
| 1981  | Tennis (en)                                  | Alan Miller              | Jeu de sport           | Atari 2600                                                                 |
|       |                                              |                          |                        |                                                                            |
| 1982  | Barnstorming (en)                            | Steve Cartwright         | Jeu d'action           | Atari 2600                                                                 |
| 1982  | Chopper Command (en)                         | Bob Whitehead            | Shoot 'em up           | Atari 2600                                                                 |
| 1982  | Grand Prix (en)                              | David Crane              | Jeu de course          | Atari 2600                                                                 |
| 1982  | Megamania                                    | Steve Cartwright         | Shoot 'em up           | Atari 2600 – Atari 5200, Atari 8-bit                                       |
| 1982  | Pitfall!                                     | David Crane              | Jeu de plates-formes   | Atari 2600 – Atari 5200, Atari 8-bit, Coleco, C64, Intellivision           |
| 1982  | River Raid                                   | Carol Shaw               | Shoot 'em up           | Atari 2600 – Atari 5200, Atari 8-bit, Coleco, C64, Intellivision, Spectrum |
| 1982  | Sky Jinks (en)                               | Bob Whitehead            | Jeu de course          | Atari 2600                                                                 |
| 1982  | Spider Fighter (en)                          | Larry Miller             | Shoot 'em up           | Atari 2600                                                                 |
| 1982  | Starmaster                                   | Alan Miller              | Shoot 'em up           | Atari 2600                                                                 |
|       |                                              |                          |                        |                                                                            |
| 1983  | Activision Decathlon                         | David Crane              | Jeu de sport           | Atari 2600 – Atari 5200, Atari 8-bit, Coleco, C64                          |
| 1983  | Beamrider                                    | David Rolfe              | Shoot 'em up           | Atari 2600 – Atari 5200, Atari 8-bit, Coleco, C64, Intellivision, Spectrum |
| 1983  | Crackpots (en)                               | Dan Kitchen              | Shoot 'em up           | Atari 2600                                                                 |
| 1983  | Dolphin (en)                                 | Matthew Hubbard          | Jeu d'action           | Atari 2600                                                                 |
| 1983  | Dreadnaught Factor                           | Tom Loughry              | Shoot 'em up           | Intellivision – Atari 5200, Atari 8-bit                                    |
| 1983  | Enduro                                       | Larry Miller             | Jeu de course          | Atari 2600 – ZX Spectrum                                                   |
| 1983  | Frostbite (en)                               | Steve Cartwright         | Jeu d'action           | Atari 2600                                                                 |
| 1983  | Happy Trails                                 | Carol Shaw               | Jeu de réflexion       | Intellivision                                                              |
| 1983  | Keystone Kapers                              | Garry Kitchen            | Jeu de plates-formes   | Atari 2600 – Atari 5200, Atari 8-bit, Coleco                               |
| 1983  | Oink! (en)                                   | Mike Lorenzen            | Jeu d'action           | Atari 2600                                                                 |
| 1983  | Plaque Attack (en)                           | Steve Cartwright         | Shoot 'em up           | Atari 2600                                                                 |
| 1983  | Pressure Cooker (en)                         | Garry Kitchen            | Jeu de cuisine         | Atari 2600                                                                 |
| 1983  | Robot Tank                                   | Alan Miller              | Shoot 'em up           | Atari 2600                                                                 |
| 1983  | Seaquest                                     | Steve Cartwright         | Shoot 'em up           | Atari 2600                                                                 |
| 1983  | Space Shuttle: A Journey into Space          | Steve Kitchen            | Jeu de simulation      | Atari 2600 – Atari 5200, Atari 8-bit, C64, Spectrum, Amstrad               |
| 1983  | Worm Whomper                                 | Tom Loughry              | Jeu d'action           | Intellivision                                                              |
|       |                                              |                          |                        |                                                                            |
| 1984  | Ghostbusters                                 | David Crane              | Jeu d'action           | Atari 2600 – Atari 8-bit, Apple II, C64, Spectrum, Amstrad, NES            |
| 1984  | H.E.R.O.                                     | John Van Ryzin           | Jeu de plates-formes   | Atari 2600 – Atari 5200, Atari 8-bit, Coleco, C64, Spectrum, Amstrad       |
| 1984  | Mindshadow                                   | Interplay Productions    | Jeu d'aventure         | Atari 8-bit – Apple II, C64, Spectrum, Amstrad, Amiga, Atari ST            |
| 1984  | Park Patrol (en)                             | Tony Ngo                 | Jeu d'action           | Commodore 64                                                               |
| 1984  | Pastfinder                                   | David Lubar              | Jeu d'action           | Atari 8-bit – Commodore 64                                                 |
| 1984  | Pitfall II: Lost Caverns                     | David Crane              | Jeu de plates-formes   | Atari 2600 – Atari 5200, Atari 8-bit, Coleco, Apple II, C64, Spectrum      |
| 1984  | Private Eye (en)                             | Bob Whitehead            | Jeu d'action           | Atari 2600                                                                 |
| 1984  | Toy Bizarre                                  | Mark Turmell             | Jeu d'action           | Commodore 64 – Spectrum                                                    |
| 1984  | Zenji                                        | Matthew Hubbard          | Jeu de réflexion       | Atari 5200 – Atari 8-bit, Coleco, C64, Spectrum                            |
| 1984  | Zone Ranger                                  | Dan Thompson             | Jeu d'action           | Atari 5200 – Atari 8-bit, C64                                              |
|       |                                              |                          |                        |                                                                            |
| 1985  | Barry McGuigan's World Championship Boxing   |                          | Jeu de sport           | C64 – Amstrad                                                              |
| 1985  | Chopper                                      |                          |                        | C64                                                                        |
| 1985  | Garry Kitchen's GameMaker                    | Garry Kitchen            | Création de jeu vidéo  | C64                                                                        |
| 1985  | Hacker                                       | Steve Cartwright         | Jeu de réflexion       | Atari 8-bit – Apple II, C64, Spectrum, Amstrad, Amiga, Atari ST, PC        |
| 1985  | I of the Mask                                |                          |                        | Spectrum                                                                   |
| 1985  | Little Computer People                       | David Crane              | Simulation de vie      | Apple II, C64, Spectrum, Amstrad, Amiga, Atari ST                          |
| 1985  | Rock 'N Bolt                                 |                          |                        | C64                                                                        |
| 1985  | Xcel                                         |                          |                        | Spectrum                                                                   |
|       |                                              |                          |                        |                                                                            |
| 1986  | Aliens: The Computer Game                    | Activision               | Jeu d'action           | Apple II, C64, Spectrum, Amstrad                                           |
| 1986  | Alter Ego                                    | Peter J. Favaro          | Simulation de vie      | Apple II, C64, PC                                                          |
| 1986  | Championship Baseball                        | Gamestar                 | Jeu de sport           | Apple II, C64, Spectrum, Amstrad, Amiga, Atari ST, PC                      |
| 1986  | Dandy                                        |                          |                        | C64 – Spectrum, Amstrad                                                    |
| 1986  | Deus Ex Machina                              | Automata UK              | Jeu d'action           | C64 – Spectrum, Amstrad                                                    |
| 1986  | Hacker II: The Doomsday Papers (en)          | Steve Cartwright         | Jeu de réflexion       | Apple II, C64, Spectrum, Amstrad, Amiga, Atari ST, PC                      |
| 1986  | Mermaid Madness                              |                          |                        | C64 – Spectrum, Amstrad                                                    |
| 1986  | Murder on the Mississippi                    |                          | Jeu d'aventure         | C64                                                                        |
| 1986  | RMS Titanic                                  |                          |                        | C64                                                                        |
| 1986  | Shanghai                                     | Activision               | Jeu de réflexion       | C64 – Amstrad, Amiga, Atari ST, PC                                         |
| 1986  | Spindizzy                                    | Electric Dreams Software | Jeu d'action           | C64 – Spectrum, Amstrad                                                    |
| 1986  | Transformers                                 |                          |                        | C64                                                                        |
| 1986  | Xarq                                         |                          |                        | C64 – Spectrum, Amstrad                                                    |
|       |                                              |                          |                        |                                                                            |
| 1987  | Aliens                                       | Square                   | Jeu d'action           | MSX                                                                        |
| 1987  | Alien UK                                     |                          |                        | C64 – Spectrum, Amstrad                                                    |
| 1987  | Big Trouble in Little China                  |                          |                        | C64 – Spectrum, Amstrad                                                    |
| 1987  | Enduro Racer                                 | Sega                     | Jeu de course          | C64 – Spectrum, Amstrad                                                    |
| 1987  | Explorer                                     |                          |                        | C64 – Spectrum, Amstrad                                                    |
| 1987  | Firetrack                                    |                          |                        | C64                                                                        |
| 1987  | Guadalcanal                                  |                          |                        | C64 – Spectrum, Amstrad                                                    |
| 1987  | Knightmare (en)                              | MD Software              | Jeu d'aventure         | C64 – Spectrum, Amstrad                                                    |
| 1987  | Kung-Fu Master                               | Irem                     | Beat them all          | Atari 2600                                                                 |
| 1987  | Rampage                                      | Midway Games             | Jeu d'action           | Atari 2600 – Atari 7800, C64, Spectrum, Amstrad, Amiga, Atari ST, PC       |
| 1987  | Super Hang-On                                | Sega                     | Jeu de course          | C64 – Spectrum, Amstrad                                                    |
| 1987  | Super Pitfall                                | Micronics                | Jeu de plates-formes   | NES                                                                        |
| 1987  | Super Sprint                                 | Atari Games              | Jeu de course          | C64 – Spectrum, Amstrad                                                    |
| 1987  | Tempest                                      |                          |                        | Spectrum, Amstrad                                                          |
| 1987  | Top Fuel Eliminator                          |                          |                        | C64                                                                        |
| 1987  | Wonderboy                                    |                          |                        | C64 – Spectrum, Amstrad                                                    |
| 1987  | X-15 Alpha Mission                           |                          |                        | C64                                                                        |
|       |                                              |                          |                        |                                                                            |
| 1988  | After Burner                                 | Sega                     | Shoot 'em up           | C64 – Spectrum, Amstrad, Amiga, Atari ST                                   |
| 1988  | Commando                                     | Capcom                   | Shoot 'em up           | Atari 2600                                                                 |
| 1988  | F-14 Tomcat                                  |                          |                        | C64                                                                        |
| 1988  | Karnov                                       |                          | Jeu de plates-formes   | C64 – Spectrum, Amstrad                                                    |
| 1988  | Ocean Ranger                                 |                          |                        | C64 – PC                                                                   |
| 1988  | River Raid 2                                 | David Lubar              | Shoot 'em up           | Atari 2600                                                                 |
| 1988  | R-Type                                       | Irem                     | Shoot 'em up           | C64 – Spectrum, Amstrad, Amiga, Atari ST                                   |
| 1988  | September                                    |                          |                        | C64 – Spectrum                                                             |
|       |                                              |                          |                        |                                                                            |
| 1989  | Altered Beast                                | Sega                     | Beat them all          | C64 – Spectrum, Amstrad, Amiga, Atari ST                                   |
| 1989  | Apache Strike (en)                           |                          | Jeu de simulation      | C64                                                                        |
| 1989  | Beyond Dark Castle (en)                      | Silicon Beach Software   | Jeu de plates-formes   | C64 – Amiga, Atari ST                                                      |
| 1989  | Bomber Raid                                  | Sanritsu                 | Shoot 'em up           | Master System                                                              |
| 1989  | Citadel                                      |                          |                        | C64                                                                        |
| 1989  | Cyborg Hunter                                | Sega                     | Jeu d'action           | Master System                                                              |
| 1989  | Deathtrack                                   | Dynamix                  | Jeu de combat motorisé | PC                                                                         |
| 1989  | Die Hard                                     | Dynamix                  | Jeu d'action           | C64 – PC, NES                                                              |
| 1989  | Dominator                                    |                          |                        | Spectrum                                                                   |
| 1989  | Dynamite Düx (en)                            | Sega                     | Beat them all          | C64 – Spectrum, Amstrad, Amiga, Atari ST                                   |
| 1989  | Galaxy Force                                 | Sega                     | Shoot 'em up           | C64 – Spectrum, Amstrad, Amiga, Atari ST, Master System                    |
| 1989  | Ghostbusters II                              | Dynamix                  | Jeu de simulation      | Atari 2600, C64, Spectrum, Amstrad, Amiga, Atari ST, PC, NES, Gameboy      |
| 1989  | Grave Yardage                                |                          |                        | C64 – PC                                                                   |
| 1989  | Incredible Shrinking Sphere (en)             | Foursfield               | Jeu d'action           | C64 – Spectrum, Amstrad                                                    |
| 1989  | MechWarrior                                  | Dynamix                  | Jeu de simulation      | PC – NES                                                                   |
| 1989  | Power Drift                                  | Sega                     | Beat them all          | C64 – Spectrum, Amstrad, Amiga, Atari ST, PC                               |
| 1989  | Prophecy I: The Fall of Trinadon (en)        | Activision               | Jeu vidéo de rôle      | PC                                                                         |
| 1989  | Shanghai II: Dragon's Eye                    | Activision               | Jeu de réflexion       | PC – NES, Mega Drive                                                       |
| 1989  | Stealth ATF                                  |                          |                        | NES                                                                        |
| 1989  | Tim Scanner                                  |                          |                        | C64 – Spectrum, Amstrad, Amiga, Atari ST                                   |
| 1989  | Wicked                                       |                          |                        | C64                                                                        |
|       |                                              |                          |                        |                                                                            |
| 1990  | Adventures of Rad Gravity (en)               | Interplay Productions    | Jeu de plates-formes   | NES                                                                        |
| 1990  | Archon                                       |                          |                        | NES                                                                        |
| 1990  | Atomic Robokid                               |                          |                        | C64 – Spectrum, Amiga, Atari ST                                            |
| 1990  | Hammerfist                                   | Vivid Image              | Beat them all          | C64 – Spectrum, Amiga, Atari ST                                            |
| 1990  | Heavyweight Championship Boxing (en)         | Tose                     | Jeu de sport           | Gameboy                                                                    |
| 1990  | Ninja Spirit                                 |                          | Jeu de plates-formes   | C64 – Spectrum, Amstrad, Amiga, Atari ST                                   |
| 1990  | Real Ghostbusters (en)                       | Kemco                    | Jeu de plates-formes   | C64 – Spectrum, Amstrad, Amiga, Atari ST, Gameboy                          |
| 1990  | Sword Master (en)                            | Athena                   | Jeu de plates-formes   | NES                                                                        |
| 1990  | Time Machine                                 |                          |                        | C64 – Spectrum, Amiga, Atari ST                                            |
|       |                                              |                          |                        |                                                                            |
| 1991  | Bush Buck: Global Treasure Hunter            |                          |                        | Amiga                                                                      |
| 1991  | Deuteros: The Next Millenium                 |                          |                        | Amiga                                                                      |
| 1991  | Hunter                                       | Paul Holmes              | Jeu d'action-aventure  | Amiga – Atari ST                                                           |
| 1991  | R-Type 2                                     |                          |                        | Amiga – Atari ST                                                           |
|       |                                              |                          |                        |                                                                            |
| 1992  | Beast Busters                                | SNK                      | Shoot 'em up           | Amiga – Atari ST                                                           |
| 1992  | Ultimate Air Combat                          |                          |                        | NES                                                                        |
|       |                                              |                          |                        |                                                                            |
| 1993  | Alien vs. Predator                           | Jorudan                  | Beat them all          | NES – Gameboy                                                              |
| 1993  | BioMetal                                     | Athena                   | Shoot 'em up           | SNES                                                                       |
| 1993  | Popeye 2                                     |                          |                        | Gameboy                                                                    |
| 1993  | Return to Zork                               | Infocom                  | Jeu d'aventure         | PC – PlayStation, 3DO                                                      |
|       |                                              |                          |                        |                                                                            |
| 1994  | Pitfall: The Mayan Adventure                 | Activision               | Jeu de plates-formes   | SNES – MegaDrive, Sega CD, Sega 32X                                        |
| 1994  | Radical Rex                                  | Beam Software            | Jeu de plates-formes   | SNES – MegaDrive, Sega CD                                                  |
| 1994  | X-Kaliber 2097                               |                          |                        | SNES                                                                       |
|       |                                              |                          |                        |                                                                            |
| 1995  | Shanghai: Great Moments                      |                          | Jeu de réflexion       | PC                                                                         |
| 1995  | Mechwarrior 2                                | Activision               | Jeu de simulation      | PC – PlayStation, Sega Saturn                                              |
| 1995  | Mechwarrior 2050                             |                          |                        | SNES                                                                       |
|       |                                              |                          |                        |                                                                            |
| 1996  | Blast Chamber                                |                          |                        | PC – PlayStation, Sega Saturn                                              |
| 1996  | Blood Omen: Legacy of Kain                   | Silicon Knights          | Jeu d'action-aventure  | PlayStation                                                                |
| 1996  | Power Move Pro Wrestling                     |                          |                        | PlayStation                                                                |
| 1996  | Time Commando                                | Adeline Software         | Beat them all          | PC – PlayStation                                                           |
| 1996  | Zork Nemesis                                 | Infocom                  | Jeu d'aventure         | PC                                                                         |
|       |                                              |                          |                        |                                                                            |
| 1997  | Hexen 2                                      | Raven Software           | Jeu de tir             | PC                                                                         |
| 1997  | Interstate '76                               | Activision               | Jeu de combat motorisé | PC                                                                         |
| 1997  | Judge Dredd                                  | Gremlin Interactive      | Jeu de tir             | PlayStation                                                                |
| 1997  | Nightmare Creatures                          | Kalisto Entertainment    | Survival horror        | PC – PlayStation, Nintendo 64                                              |
| 1997  | Quake II                                     | id Software              | Jeu de tir             | PC – PlayStation, Nintendo 64                                              |
| 1997  | Shanghai: Dynasty                            |                          | Jeu de réflexion       | PC                                                                         |
| 1997  | Zork: Grand Inquisitor                       | Infocom                  | Jeu d'aventure         | PC                                                                         |
|       |                                              |                          |                        |                                                                            |
| 1998  | Apocalypse                                   |                          |                        | PlayStation                                                                |
| 1998  | Asteroids                                    |                          |                        | PC, PlayStation, GameBoy Color                                             |
| 1998  | Battlezone                                   |                          |                        | PC                                                                         |
| 1998  | Fifth Element                                |                          |                        | PlayStation                                                                |
| 1998  | Guardian's Crusade                           |                          |                        | PlayStation                                                                |
| 1998  | Heretic 2                                    |                          |                        | PC                                                                         |
| 1998  | Pitfall 3D: Beyond the Jungle                |                          |                        | PlayStation                                                                |
| 1998  | Pool Hustler                                 |                          |                        | PlayStation                                                                |
| 1998  | Sin                                          |                          |                        | PC                                                                         |
| 1998  | Tenchu: Stealth Assassins                    |                          |                        | PlayStation                                                                |
| 1998  | Vigilante 8                                  |                          |                        | PlayStation, Nintendo 64                                                   |
|       |                                              |                          |                        |                                                                            |
| 1999  | Battlezone II: Combat Commander              | Pandemic Studios         | Jeu vidéo de stratégie | PC                                                                         |
| 1999  | Blue Stinger                                 |                          |                        | Dreamcast                                                                  |
| 1999  | Civilization II                              |                          |                        | PlayStation                                                                |
| 1999  | Quake III                                    |                          |                        | PC                                                                         |
| 1999  | Tony Hawk's Skateboarding                    |                          |                        | PlayStation, Nintendo 64, Game Boy Color, N-Gage                           |
| 1999  | TOCA 2 Touring Cars                          |                          |                        | PlayStation                                                                |
| 1999  | Toy Story 2 : Buzz l'Éclair à la rescousse ! |                          |                        | PlayStation, Nintendo 64, Dreamcast                                        |
| 1999  | Vigilante 8: Second Offensive                |                          |                        | PlayStation, Nintendo 64, Dreamcast                                        |
| 1999  | Wu-Tang: Shaolin Style                       |                          |                        | PlayStation                                                                |